# Іншаков Олег Артурович
Олег Артурович Іншаков (рос. Олег Артурович Иншаков; 24 січня 1989, м. Новосибірськ, СРСР) — російський хокеїст, воротар. Виступає за «Єрмак» (Ангарськ) у Вищій хокейній лізі. 
Вихованець хокейної щколи «Сибір» (Новосибірськ). Виступав за «Сибірські Снайпери», «Єрмак» (Ангарськ).